# Чаетинац, Миодраг
Миодраг «Чайка» Чаетинац (серб. Миодраг Чајка Чајетинац; 8 марта 1921, Трстеник — 20 января 1943, Жича) — югославский партизан времён Народно-освободительной войны, Народный герой Югославии.

## Биография
Родился 8 марта 1921 в Трстенике. Учился в гимназии города Крушевац, в 1938 году вступил в Союз коммунистической молодёжи Югославии, а в 1939 году стал членом Коммунистической партии Югославии. На фронте Народно-освободительной войны с 1941 года, с сентября нёс службу в Расинском партизанском отряде.
Миодраг Чатеинац стал одним из легендарнейших партизан Трстеника. С конца 1941 по 1942 годы он при тяжёлом положении партизан провёл серию успешных акций против оккупационных войск. Командовал ротой, в январе 1943 года вместе с 40 подчинёнными пересёк Западную Мораву и разгромил несколько отрядов четников.
20 января 1943 в бою против четников и Сербской государственной стражи погиб. 7 июля 1953 посмертно награждён Орденом и званием Народного героя Югославии. Ныне в Трстенике носит его имя начальная школа.